# Maurandella antirrhiniflora
Maurandella antirrhiniflora är en grobladsväxtart som först beskrevs av Carl Sigismund Kunth, och fick sitt nu gällande namn av Werner Hugo Paul Rothmaler. Maurandella antirrhiniflora ingår i släktet Maurandella och familjen grobladsväxter. Inga underarter finns listade i Catalogue of Life.